# Rainer Simon
Rainer Simon (Hainichen, 11 de gener de 1941) és un director de cinema i guionista d'Alemanya Oriental. Va dirigir 17 pel·lícules entre 1964 i 2000. Les seves Wie heiratet man einen König? (1969) i Sechse kommen durch die Welt (1972) són adaptacions molt imaginatives de fades. contes dels germans Grimm. El seu Till Eulenspiegel de 1975 està basat en històries del Renaixement, que Christa i Gerhard Wolf van reconstruir en una narrativa cinematogràfica que incorpora la història del període. El 1985 la seva pel·lícula Die Frau und der Fremde va guanyar l'Os d'Or al 35è Festival Internacional de Cinema de Berlín. La seva pel·lícula de 1980 Jadup und Boel va participar al 16è Festival Internacional de Cinema de Moscou el 1989.

## Filmografia selecta
- 1969: Wie heiratet man einen König?
- 1970: Aus unserer Zeit (Episodi 3: Gewöhnliche Leute)
- 1971: Männer ohne Bart
- 1972: Sechse kommen durch die Welt
- 1975: Till Eulenspiegel
- 1979: Zünd an, es kommt die Feuerwehr
- 1981/1988: Jadup und Boel
- 1983: Das Luftschiff basat en una novel·la de Fritz Rudolf Fries
- 1985: Die Frau und der Fremde basat en una novel·la de Leonhard Frank
- 1987: Wengler & Söhne – Eine Legende
- 1989: Die Besteigung des Chimborazo pel·lícula sobre Alexander von Humboldt
- 1991: Der Fall Ö., amb guió de Ulrich Plenzdorf, basat en una història de Franz Fühmann
- 1993: Fernes Land Pa-isch
- 1994: Die Farben von Tigua
- 1999: Mit Fischen und Vögeln reden
- 2003: Der Ruf des Fayu Ujmu